# دیسو
دیسو (به ایتالیایی: Diso) یک کومونه در ایتالیا است که در استان لچه واقع شده‌است.

## خصوصیات
دیسو ۱۱ کیلومترمربع مساحت و ۳٬۱۶۳ نفر جمعیت دارد و ۹۹ متر بالاتر از سطح دریا واقع شده‌است.